# Powieść szkatułkowa
Powieść szkatułkowa – typ powieści, której fabuła składa się z kilku odrębnych opowiadań, połączenie których daje pełny obraz fabuły, a każde z opowiadań  pojawia się w tekście w sposób nieprzypadkowy (np. fabuła powieści dotyczy historii A, ale jeden z jej bohaterów opowiada historię B, w której występuje drugi bohater, opowiadający historię C). Powieść szkatułkowa łączy się z opowiadaniem ramowym, które występuje np. w Księdze tysiąca i jednej nocy.
W literaturze polskiej najstarszą i najbardziej popularną powieścią szkatułkową jest Rękopis znaleziony w Saragossie Jana Potockiego.
Z literatury współczesnej (koniec XX wieku) można wymienić powieść science-fiction Hyperion Dana Simmonsa (Nagroda Hugo w 1990).
Przykładem kompozycji szkatułkowej są także:
- Pierścień Gustawa Herlinga-Grudzińskiego - w utworze tym przeplata się wątek II wojny światowej, zasłyszanej opowieści o pierścieniu i historia Giovanniego Boccaccia Andrecuccio z Perugii.
- Gniazdo światów Marka S. Huberatha - Bohater czyta książkę, która opisuje świat "niższego rzędu" (n-1), bohaterowie tejże książki czytają opisy świata jeszcze niższego rzędu (n-2), tamci z kolei świata n-3 itd. Czytelnik książki jest z kolei przedstawicielem świata n+1, przy czym cała konstrukcja pozostawia także miejsce dla świata n+2...

Kolejny przykład: Mistrz i Małgorzata Michaiła Bułhakowa – wątek biblijny.